# 五稜郭公園前停留場
五稜郭公園前停留場（日语：／ Goryōkaku-kōen-mae teiryūjō */?）是位於北海道函館市本町32番地先的函館市交通局（函館市電車）湯之川線的鐵路車站。2008年（平成20年）9月29日，根據命名權制度將車站改為五稜郭公園前（野村證券前）。

## 歷史
- 1913年（大正2年） - 五稜郭站開始營業。
- 1949年（昭和24年） - 改稱為五稜郭公園前站。
- 2008年（平成20年） - 根據命名權制度改稱為五稜郭公園前（野村證券前）。

## 車站構造
- 五稜郭公園前站擁有2個月台（側式月台）、2條電車路線（相反方向）。
- 兩個方向的月台都是有蓋月台。
- 往湯之川方向的月台設置電車接近顯示器。
- 往湯之川方向的月台設置方便輪椅通行的無障礙設施。
- 由於交通燈的操作影響往函館站前方向的電車，停車時間較正常的長。
- 曾在2004年11月進行翻新道岔的工程，並且用與湯之川站、駒場車庫前站及函館站前站相同的德國製物料作為替換。
- 在車站的西側平面道路交叉設置行人穿越道。

## 車站周邊
- 函館中央警察署
- 函館中央警察署本町派出所
- 函館本町郵政局
- 函館信用金庫五稜郭分店
- 渡島信用金庫五稜郭分店
- 北洋銀行五稜郭公園公店
- 北海道銀行函館分店
- 北陸銀行五稜郭分店
- 五稜郭公園（步行約15分鐘）
- 五稜郭塔
- 函館五稜郭醫院
- 道立函館美術館
- 函館市藝術廳
- 北洋資料館
- 函館市中央圖書館
- 北海道道83號函館南茅部線
- 北海道道517號五稜郭公園線
- 丸井今井函館店
- CINEMA IRIS
- JR北海道廣場函館本町分店
- 野村證券函館分店
- 函館巴士「五稜郭」站

## 相鄰停留場
函館市交通局（函館市電）
湯之川線
杉並町（DY08）－五稜郭公園前（DY09）－中央醫院前（DY10）

### 廢除路線
函館市交通局（函館市電）
宮前線
梁川町－五稜郭公園前

## 外部連結
- 車站情報 - 五稜郭公園前（野村證券前）（日文）